# Università di Kabul
L'Università di Kabul (KU) si trova a Kabul, capitale dell'Afghanistan. È stata fondata nel 1931, ma ha ufficialmente aperto agli studenti nel 1932. L'università di Kabul è frequentata da 7.000 studenti, di cui 1.700 sono donne. Hamidullah Amin è il Rettore dell'università. L'università si sta ancora riprendendo dal lungo periodo di guerra e caos nel paese. L'edificio principale è stato ricostruito a circa 500 metri da quello antico.
Dallo scorso dicembre 2022 una nuova legge del governo talebano impedisce a tempo indeterminato l'accesso agli studi universitari alle donne afgane.